# Verdrag van Zonhoven

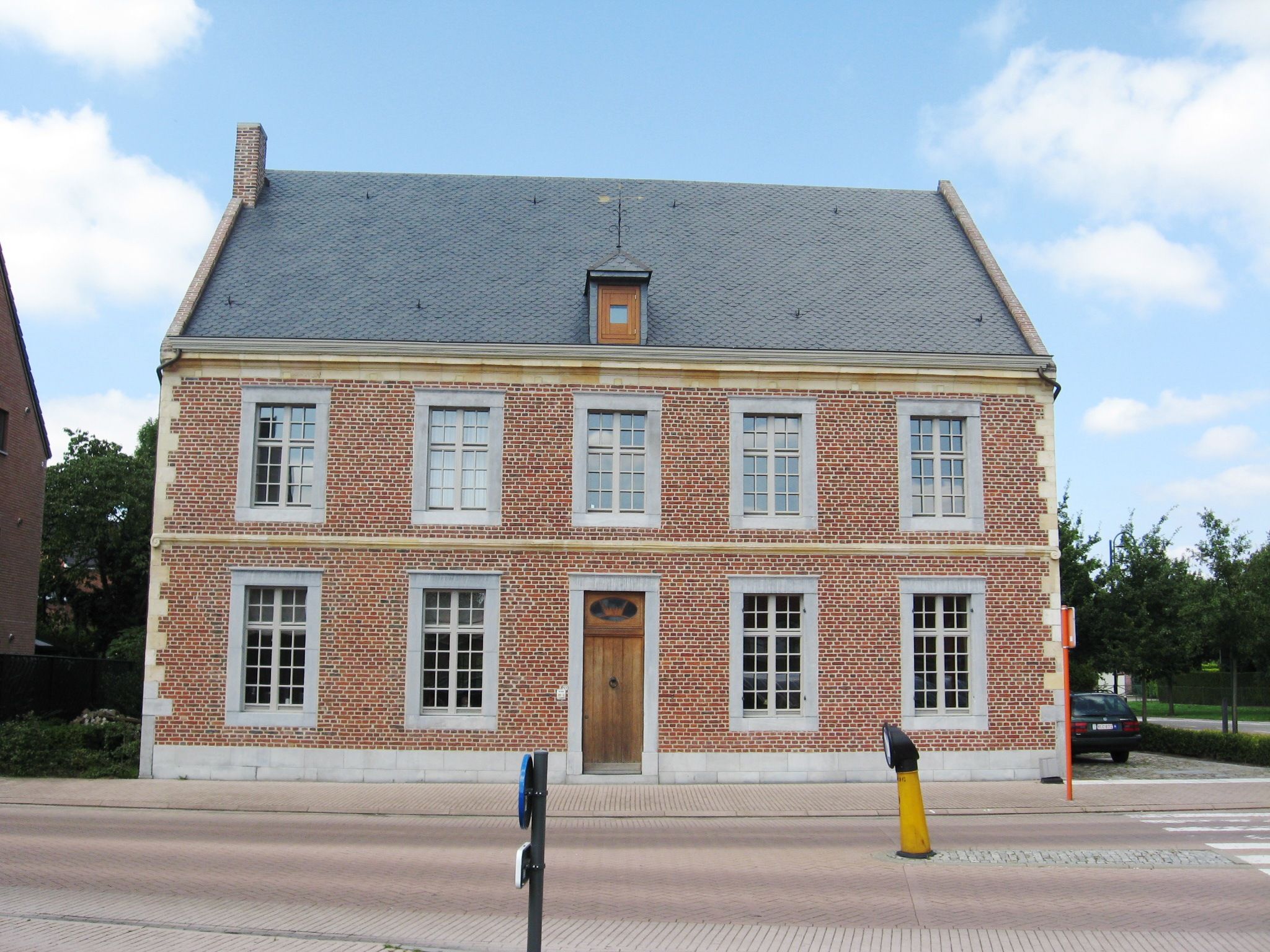
Huis De Franse Kroon waar het Verdrag van Zonhoven werd afgesloten

Het Verdrag van Zonhoven is een militair verdrag tussen Nederland en België, dat op 18 november 1833 te Zonhoven werd gesloten. Het bijzondere aan dit verdrag is dat de Nederlandse regering de Belgische staat op dat ogenblik nog niet erkende en dat er tussen beide nog een staat van oorlog was. Het betrof een regeling waarmee de vesting Maastricht over een bepaald traject een vrije verbinding door Belgisch-Limburg kreeg voor de verplaatsing van troepen tussen Noord-Brabant en Maastricht, of over het door België bezette gebied tussen Maastricht en Aken. Hierdoor konden de reeds jaren 'vastzittende' manschappen van het Maastrichtse garnizoen worden afgelost en vervangen door verse troepen.
Op 21 mei 1833 was bij de Londense Conventie aan Willem I opgedragen de vrije doorvaart op Maas en Schelde te garanderen. Die bepaling werd in de inleiding van het nieuwe verdrag bevestigd. Ook had hij toegezegd de militaire status quo te zullen respecteren. Waar de Belgische demobilisatie reeds na januari 1831 had plaats gehad, zou de Nederlandse demobilisatie eerst in 1838 plaats vinden, en het Eindverdrag met België pas op 19 april 1839 worden getekend. In de tussentijd was Maastricht militair gezien volledig geïsoleerd.
Het Verdrag van Zonhoven regelde de militaire communicatie van het Koninkrijk der Nederlanden met Maastricht, de enige plaats in geheel Limburg die in Noordelijke handen was gebleven. Aanvankelijk zou de verbinding tussen Hamont en Valkenswaard worden gerealiseerd, maar uiteindelijk werd de route verkort door de aanleg van een militaire dijk tussen Budel in Noord-Brabant en Hamont. Langs deze route kregen de Nederlandse troepen op voorwaarden in beide richtingen vrije doortocht. Een soortgelijke regeling werd getroffen voor de route naar Duitsland.
De onderhandelingen tussen België en Nederland begonnen op 12 juli 1833. Na een tussentijdse verzoeningsvergadering op het kasteel Vogelsanck werd het verdrag op 18 november 1833 te Zonhoven getekend in het historische huis De Franse Kroon, dat in 1782 was gebouwd en waar de priester-dichter Pieter Daniëls door de Fransen in 1799 gevangen werd genomen en bij een ontsnappingspoging werd doodgeschoten. Sinds 1987 is het huis een beschermd monument.